# Opticien-lunetier
 (septembre 2015).
L'opticien-lunetier est un auxiliaire de santé. Sa mission consiste à améliorer, maintenir, restaurer et protéger la vision de l'amétrope, notamment à travers la fourniture d'un équipement optique ; il assure à ce titre un rôle commercial dans la fourniture et l'entretien de cet équipement optique.
Il procède à la réalisation des montages en optique, il taille et adapte les verres compensateurs dans les montures de lunettes. Il conseille ses clients et vend des équipements permettant la compensation des défauts visuels : lunettes de vue, lentilles de contact, loupes, lunettes de soleil, systèmes d'aide à la vision des malvoyants ou de basse-vision. Il gère son magasin en chef d'entreprise. Le métier d'opticien est un métier polyvalent porté par l'innovation technologique, les tendances de la mode, le vieillissement démographique, et l'évolution des cadres réglementaires, favorisant l'examen de vue (par exemple dans les écoles, au permis de conduire, etc.).

## Métier en France
En France, la profession est régie par le Code de la santé publique (articles L.4362-1 et suivants). L'opticien-lunetier est détenteur d'un diplôme d'État (Brevet de technicien supérieur - Opticien-lunetier), il cumule des compétences scientifiques, techniques et commerciales.
L'opticien a compétence pour :  
- Effectuer toutes les mesures nécessaires permettant de déterminer la meilleure acuité visuelle compensable ;
- Prendre les initiatives nécessaires afin d'exécuter des prescriptions médicales, de les adapter dans la limite de ses compétences  ou de proposer tout produit, de quelque nature qu'il soit, destiné à compenser les anomalies de la vision ;
- Recommander les services d'un autre professionnel de santé si le problème rencontré ne relève pas de sa compétence ;
- Préconiser l'équipement le mieux adapté aux besoins en tenant compte de l'âge de l'amétrope, de ses conditions de vie et de son environnement humain et matériel ;
- Réaliser les équipements destinés à compenser les anomalies de la vision ;
- Effectuer les contrôles et le suivi de la fonction visuelle ;
- Prodiguer les conseils d'hygiène et de prévention oculaire ;
- Assurer l'éducation orthétique.

En matière de prévention, il informe le patient sur :
- Les facteurs accidentogènes, notamment les éclairements lumineux, les radiations,… ;
- La protection oculaire sur les lieux de travail ;
- La conduite automobile et en particulier l'acuité minimale exigée par le Code de la route pour les véhicules légers et poids lourds ;
- Les risques liés aux facteurs environnementaux et notamment les éclipses solaires et lunaires, le pollen, les allergies, les réverbérations, les UV,… ;
- Les pathologies liées à l'âge ; il prodigue ainsi les conseils en matière d'ergonomie, en matière de principes de lecture (positionnement, plan de travail…), en matière de prévention des chutes…

Il accueille et conseille  une large clientèle majoritairement amétrope en possession ou non d'une ordonnance médicale (prescription optique). Depuis 2007, la Loi permet la prise en charge par les organismes de remboursements des frais médicaux, du renouvellement par l'opticien de prescription de moins de trois ans pour les personnes de 16 ans et plus (à la date de prescription), dans le cadre d'un tel renouvellement l'opticien est en droit de modifier la prescription initiale et le devoir d'en informer le prescripteur.

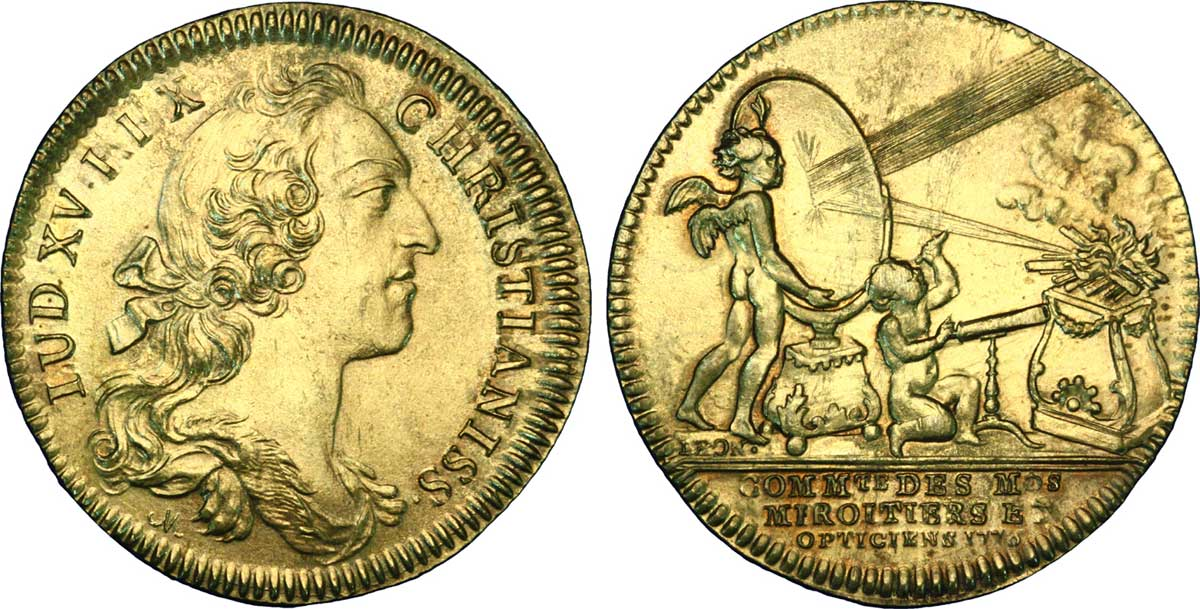
Jeton de la corporation française des miroitiers et opticiens 1773, refrappe datée du XIXe siècle. Description du revers : Un ange debout à droite avec un miroir dont les rayons allument un bûcher placé sur un autel. Devant lui, un enfant assis tenant un télescope et regardant dans une lorgnette.

Pour compenser les défauts de la vision, il réalise, après une prise de mesures, des lunettes équipées de verres compensateurs qu'il adapte précisément aux paramètres de chaque visage. Habilité à réaliser des examens de la vue, il lui arrive de prendre en charge la totalité des besoins visuels hormis l'aspect médical et pathologique qui reste le domaine exclusif de l'ophtalmologiste.
Il possède le monopole de la fourniture des équipements compensateurs d'amétropies, à ce titre il est le seul à pouvoir délivrer les lentilles de contact correctrices. L'adaptation de ces lentilles est, par la jurisprudence, considérée comme un acte médical; certains opticiens la pratiquent toutefois en accord avec le médecin prescripteur.
La profession est soumise à un cadre légal avec l'obligation d'un diplôme déclaré auprès de l'agence régionale de santé (ARS). Elle s'exerce dans un local commercial contrôlé. En conformité avec la convention signée avec la Caisse primaire d'assurance maladie (CPAM), chaque magasin d'optique doit disposer du matériel d'atelier nécessaire à la réalisation des lunettes, et d'un matériel permettant le contrôle des corrections nécessaires, l'espace réservé aux examens  visuels doit être isolé visuellement et phoniquement du reste de l'établissement.
L'opticien-lunetier doit pouvoir être identifié par le port d'un badge signalant son titre professionnel. Le client sait ainsi qu'il a affaire à un diplômé d'un BTS (donc bac + 2) d'optique et pas simplement à un vendeur. La présence d'un opticien diplômé pendant la totalité des heures d'ouverture des magasins est obligatoire.
En France, la découpe et le montage des verres compensateurs sont majoritairement réalisés dans les ateliers des opticiens, par l'opticien lui-même ou son personnel. Ce travail respecte les mesures et directives prise lors de la commande. Dans certains cas le montage peut être externalisé auprès d'ateliers indépendants ou des fournisseurs de verres eux-mêmes, principalement pour des réalisations demandant un outillage spécifique et rarement utilisé : tatouage des verres, découpe laser, etc.
Au 1er janvier 2010, la France comptait 20 707 opticiens-lunetiers, la moitié étaient des femmes[réf. souhaitée].

## En Europe
Le principe de base de l'Union européenne établit que si on est qualifié pour exercer sa profession dans son pays d'origine, on l'est tout autant pour l'exercer dans tout État membre de l'Union. Pour l'opticien, un examen au cas par cas d'équivalence reste à réaliser devant les commissions responsables des professions paramédicales pour obtenir une autorisation. En France, le rôle de l'ophtalmologiste, et l'importance de sa présence dans la prescription de verres ophtalmiques est la source majeure de différences dans les formations des opticiens avec les autres pays européens, où la durée et le contenu des études nécessaires peut varier.
Dans la majorité des pays de l'Europe l'opticien-optométriste réalise l'examen de vue et la vente de lunettes, hormis en Grèce, Slovénie et République tchèque où cette profession ne peut être pratiquée que sous la supervision d'un ophtalmologiste, alors qu'en France il s'insère comme partenaire de celui-ci.

## Aux États-Unis
Les critères d'obtention de la licence d'exercice sont réservés suivant les dispositions de chaque État. Dans la quasi-totalité des États, la reconnaissance des compétences est établie par l'American Board of Opticianry pour ce qui concerne les lunettes, et la National Contact Lens Examiners pour les lentilles. Ce sont deux organismes distincts qui offrent des titres reconnus et cumulables.
Les formations se déroulent sur deux niveaux. Le premier est un examen en sortie de lycée technique. Il suffit d'être âgé de 18 ans pour se présenter et une formation présentielle est facultative. À ce niveau, on est formé à la pratique, méthodes de prises de mesures faciales, montage des équipements, langage technique et organismes compétents. Une validation des acquis par l'expérience est possible. Une expérience de plusieurs années est ensuite nécessaire, en plus du certificat de premier niveau de qualification, pour se présenter aux examens de compétences de niveau avancé. Dès lors qu'on l'obtient, on est autorisé à pratiquer dans toutes les branches de l'optique : comme opticien indépendant, praticien d'ophtalmologie, dans des hôpitaux universitaires, points de vente, centres de soins, cabinet d'optométrie, clinique, ou comme fabricant. L'opticien de niveau avancé peut réaliser l'examen de vue et éventuellement vendre des lunettes en annexe de son cabinet.
Aux États-Unis, la sensation de handicap face à la nécessité d'une compensation optique reste la sensibilité commune. Le marché « low cost » qui prédomine ainsi que le mode de distribution y ont été un frein notable aux progrès techniques. Ainsi, contrairement aux autres pays développés comme la France, l'Allemagne, ou le Japon, la presbytie y est encore principalement compensée par des verres bifocaux, les verres progressifs restant peu utilisés[réf. nécessaire].